# Abtei Santo Domingo de Silos
Die Abtei Santo Domingo de Silos ist ein Benediktinerkloster im gleichnamigen Ort. Die Abtei gilt wegen ihres romanischen Kreuzgangs als „eines der berühmtesten und kunsthistorisch bedeutendsten Klöster Spaniens“. Das Kloster gehört zur Kongregation von Solesmes.

## Geografische Lage
Das Kloster liegt im östlichen Teil eines kleinen Tals, im Süden der nordspanischen Provinz Burgos, in der Autonomen Gemeinschaft Kastilien-León in Spanien. Der Ort ist durch drei Nebenstraßen mit dem spanischen Verkehrsnetz verbunden. „De Silos“ weist auf Getreidespeicher hin, die einst hier die Landschaft prägten.

## Geschichte

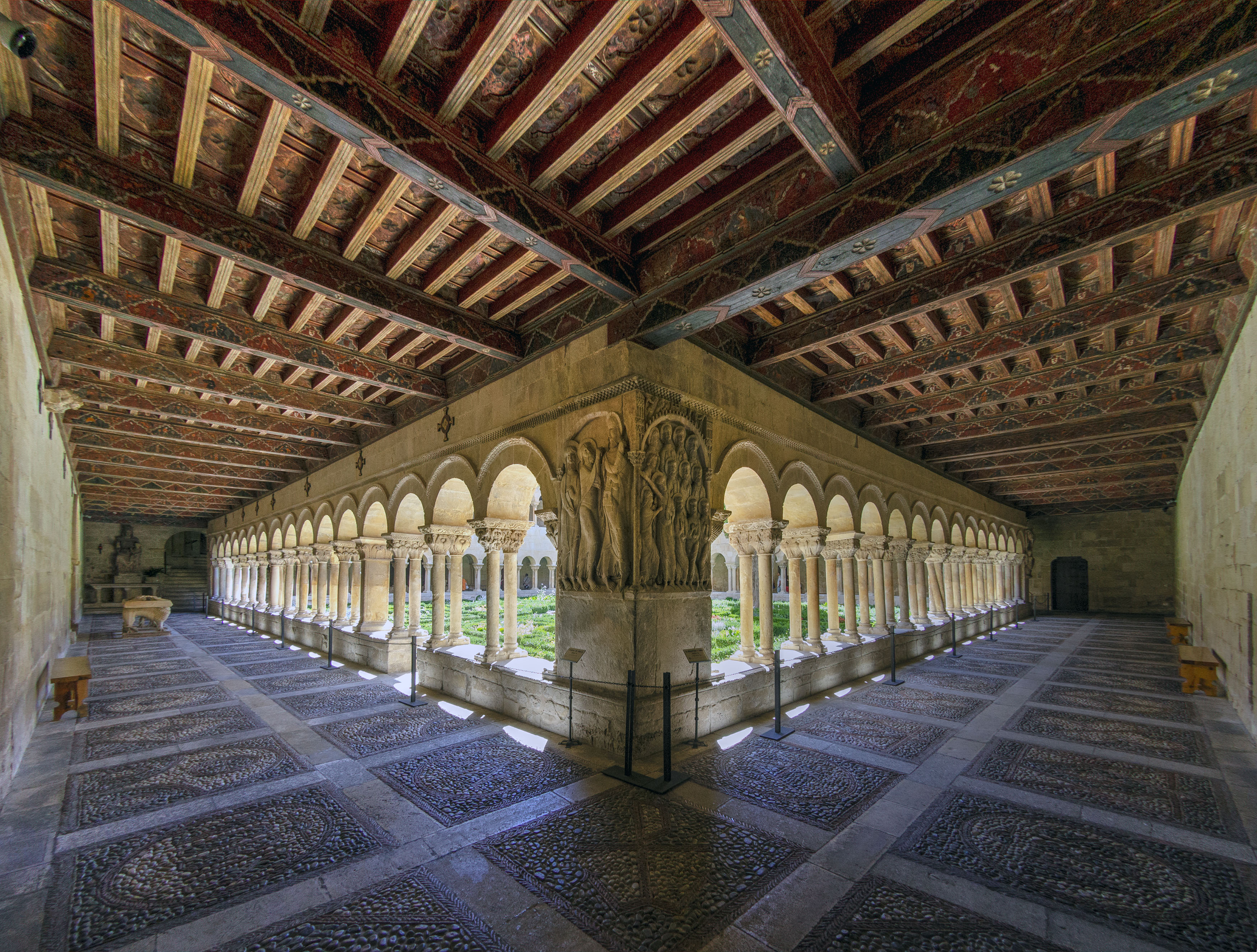
Kreuzgang

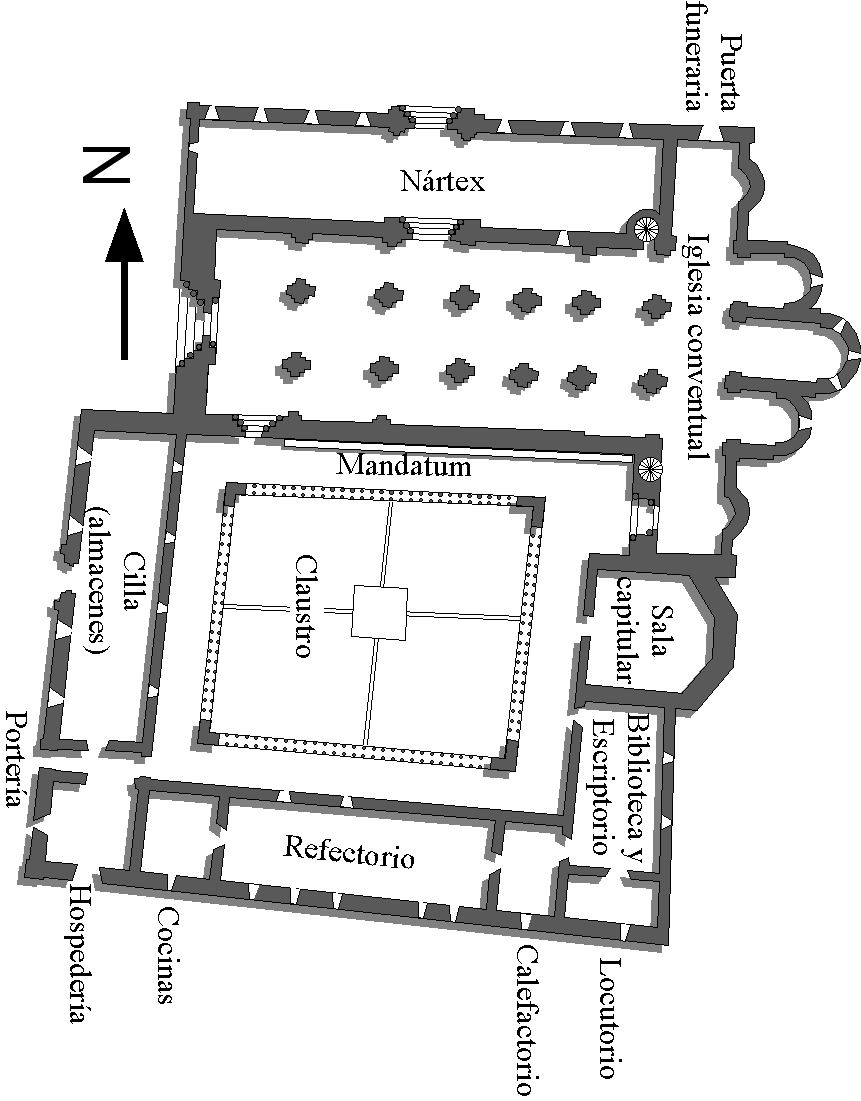
Rekonstruierter Grundriss der romanischen Klosteranlage

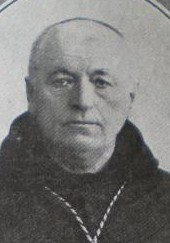
Abt Alphonse Guépin OSB, Wiederhersteller (1880) und Abt des Klosters (1894–1917)

Eine erste Klostergründung fand an dieser Stelle schon in westgotischer Zeit statt – vermutet wird u. a. das Jahr 593. Dieses erste Kloster überstand die moslemische Zeit nicht.
Erneut wurde hier 929 ein Kloster, die Abtei San Sebastian de Silos, gegründet und durch Graf Fernán González Kastilien (regierte 930 bis 970) gefördert. Innerhalb kurzer Zeit entfaltete sich hier eine blühende Aktivität, die mit den Überfällen unter Almansor im letzten Viertel des 10. Jahrhunderts wieder zum Erliegen kam. Das älteste Dokument, das im Kloster erhalten ist, ist eine Urkunde aus dem Jahr 954. 1002 war das Kloster zerstört, musste erneut gegründet werden, erholte sich dann aber schnell. Dies gilt vor allem für die Amtszeit des Abtes Domingo de Silos von 1041 bis zu seinem Tod 1073. In dieser Zeit wurde das Kloster stark von König Ferdinand I. (regierte: 1035 bis 1065) gefördert. Unter dem Abt Domingo wurde der Bau einer romanischen Kirche mit drei Schiffen, Querschiff und fünf Apsiden begonnen, die alle eingewölbt waren. 1088 fand die Weihe statt, ohne dass der Bau insgesamt schon vollendet war. Fertiggestellt wurde er erst nach der Wende zum 12. Jahrhundert. 29 Kirchen waren vom Kloster abhängig und es hatte umfangreichen Landbesitz. Das ermöglichte Bauarbeiten in großem Umfang. Nach dem Tod von Domingo setzte dessen Verehrung ein und das Kloster übernahm ihn als Schutzheiligen. Es wurde ab etwa 1110 Santo Domingo de Silos genannt.
Im 18. Jahrhundert bestand Bedarf nach einer größeren Kirche. Der Architekt Ventura Rodríguez erhielt den Auftrag. Die romanische Kirche wurde abgerissen und durch einen klassizistischen Neubau ersetzt.
Während der französischen Besetzung in napoleonischer Zeit und durch die Auflösung des Klosters in der Desamortización am 17. November 1835 ging auch ein Teil der künstlerischen Ausstattung und des Archivs verloren.
Am 18. Dezember 1880 nahmen aus der Abtei Saint-Martin de Ligugé vertriebene Benediktiner erneut das klösterliche Leben auf.

## Bauten

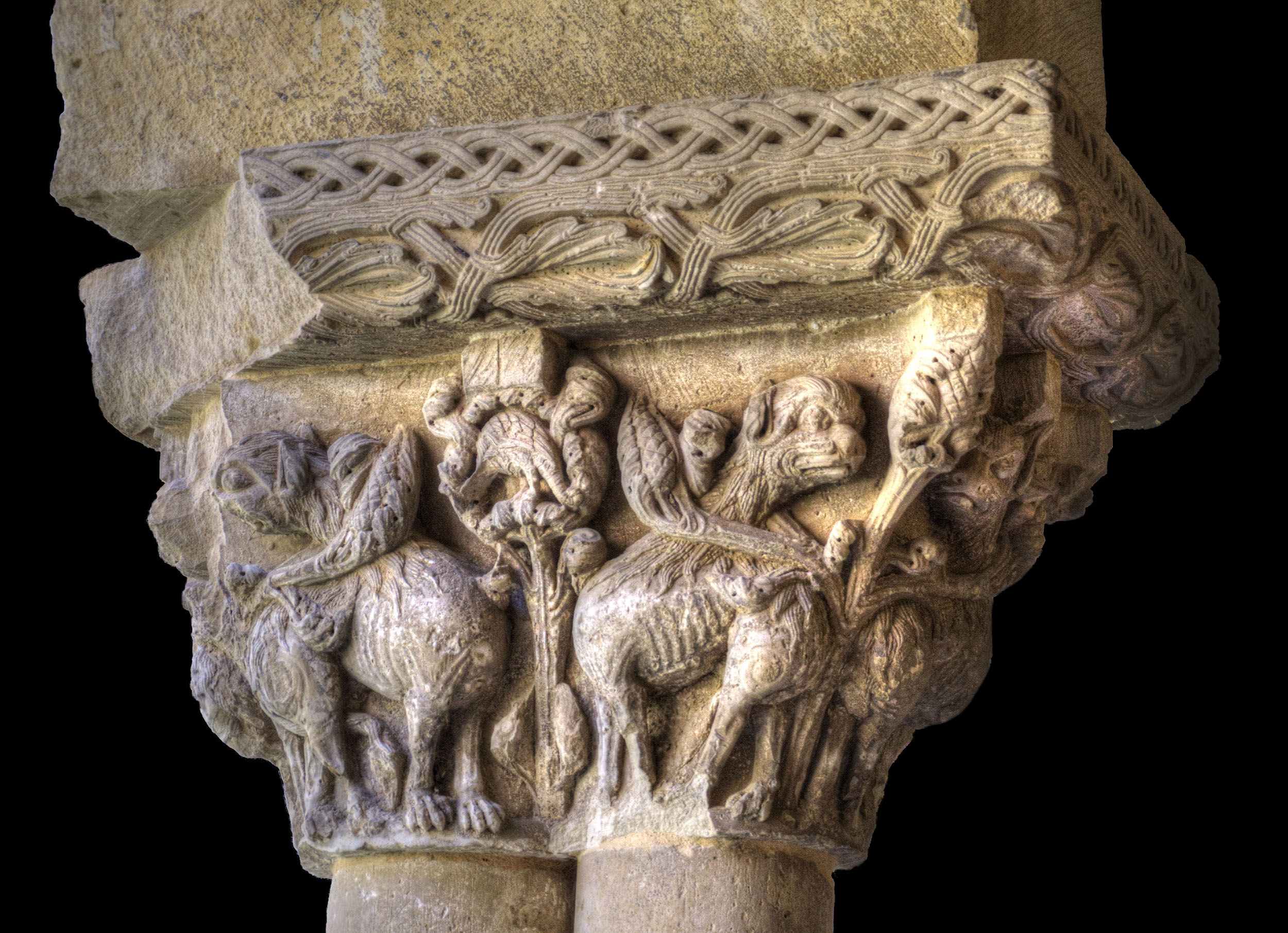
Kapitell mit Fabelwesen

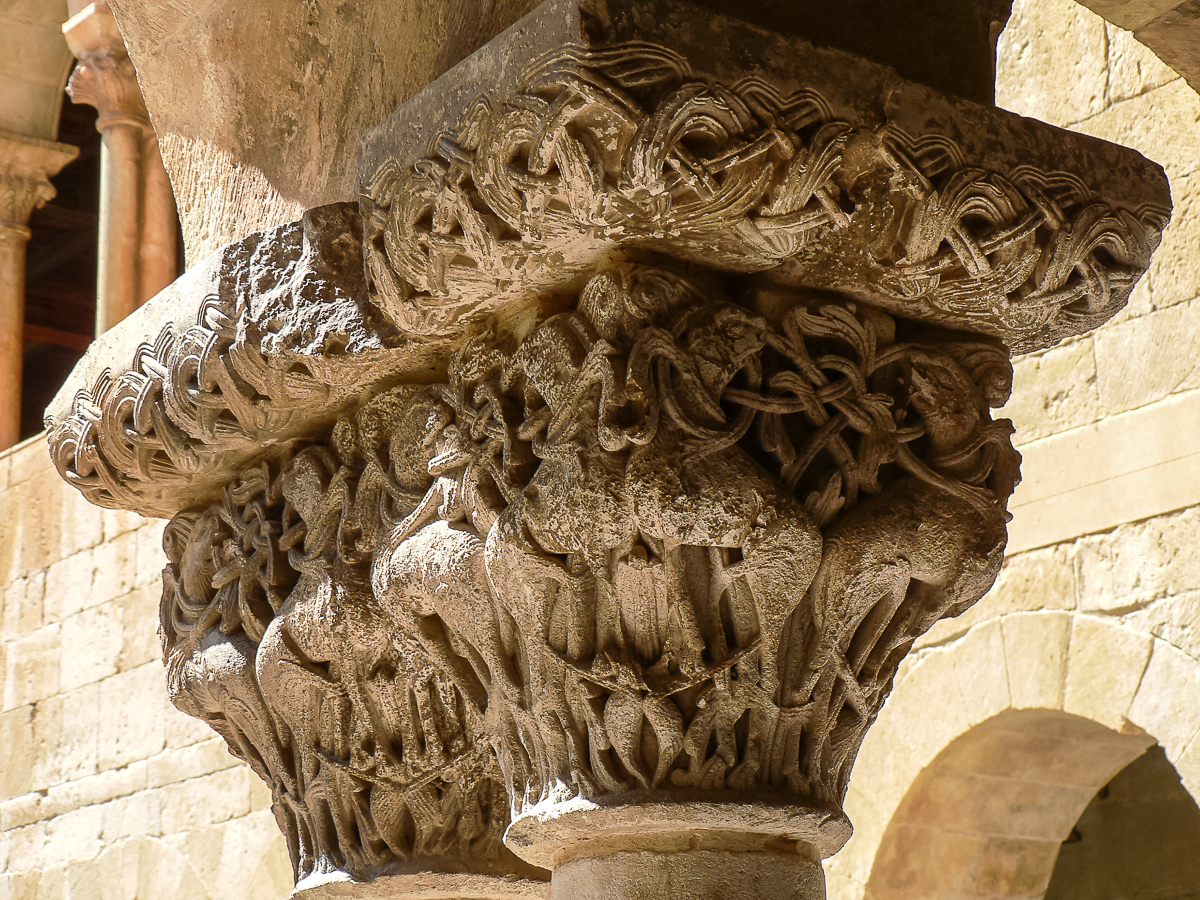
Kapitell mit Tieren und Pflanzen

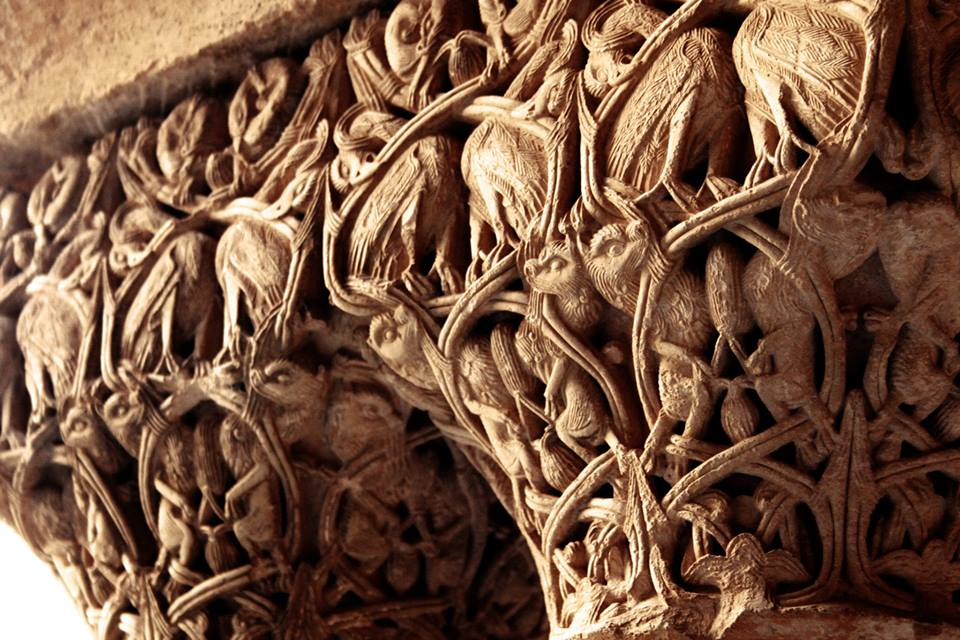
Kapitell mit Fabelwesen

### Kirche
Die Kirche ist ein Ersatzbau des Barock. Sie steht auf dem Grundriss eines griechischen Kreuzes, das in einem Quadrat eingeschrieben ist. Nur der Südflügel des Querschiffes und die Puerta de las Vírgenes, die Verbindung zwischen Kirche und Kreuzgang, blieben als baulicher Rest der romanischen Kirche erhalten.

### Kreuzgang
Der romanische Kreuzgang (claustro) ist der kunsthistorisch bedeutendste Teil des Klosters. Er ist zweigeschossig. Das untere Geschoss entstand einige Zeit früher als sein Obergeschoss. Die Datierungen sind umstritten. Sie lauten für das Untergeschoss:
- aus der späten Amtszeit des Heiligen Domingo und kurz nach seinem Tod 1073[11]
- 1086 bis 1100[12]
- an der Wende vom 11. zum 12. Jahrhundert, das obere dagegen am Ende des 12. Jahrhunderts[13]
- beides unmittelbar aufeinander folgend kurz vor der Mitte des 12. Jahrhunderts.[14]
- Bauabschluss des Obergeschosses: 1158[15]

Der Grundriss ist etwa rechteckig mit ungleichen Seitenlängen zwischen 33 m und 30 m, was von einer nachträglichen Erweiterung herrührt. Da die gegenüberliegenden Flügel aber die gleiche Anzahl von Bögen haben variieren deren Spannweiten zwischen 1,00 m und 1,15 m. Die 60 halbkreisförmigen Bögen ruhen auf 64 Mehrfach-Säulen. Bei der überwiegenden Zahl handelt es sich um Doppelsäulen von 1,15 m Höhe. Eine Ausnahme sind die Säulen in der Mitte jeder Arkade: Drei sind fünffach und die auf der Nordseite ist vierfach und in sich um 90° verdreht. Die künstlerische Ausgestaltung der zugehörigen Kapitelle ist hervorragend. Die Ecken der Arkaden des Kreuzgangs bilden jeweils massive, im Querschnitt etwa quadratische Pfeiler. Das Konzept der Anlage ist mudéjarisch.
Im unteren Teil des Kreuzgangs sind mehrere Bauphasen zu erkennen In der ersten Bauphase wurden Nord- und Ostflügel gebaut. In einer zweiten Phase folgten Süd- und Westflügel. Der Westflügel wurde anlässlich einer Erweiterung der Kirche noch um einen Arkaden-Bogen nach Westen verlängert, so dass die ehemalige Mittelachse, betont durch eine besondere Säulenstellung und das Grab des Heiligen, heute nicht mehr in der Mitte liegt.
Auch die Bildhauerarbeiten der Kapitelle im Kreuzgang werden zwei oder drei verschiedenen Meistern zugeschrieben. Die dortigen Kapitelle schuf der gleiche Meister, von dem auch noch einige Kapitelle im Westflügel stammen. Die Zuordnung im Einzelnen ist umstritten. Unterscheidungsmerkmale sind zum einen die Schäfte der Säulen. Sie stehen weiter auseinander. Die dargestellten Figuren sind statischer und flacher. Die Figuren der zweiten Phase sind in der Darstellung realistischer und haben ein größeres Volumen. Die dargestellten Themen auf den Kapitellen sind vielfältig: biblische Szenen Chimären, Greife, Löwen, Harpyien, Zentauren, phantastische Vögel und Pflanzenmotive. Eine durchgehende Geschichte wird nicht erzählt.
Die Pfeiler in den Ecken der Arkaden sind an ihren nach innen gewandten Seiten mit großformatigen Reliefs geschmückt. Ob diese Arbeiten etwas mit den Meistern der Kapitelle zu tun haben, ist umstritten. Auch sie stammen von unterschiedlichen Künstlern. Die Arbeit des ersten Meisters weist Parallelen zur Elfenbeinschnitzerei und zur byzantinischen Kunst auf und wird dem 11. Jahrhundert, oder sogar noch genauer in die Zeit von 1085 bis 1100, eingeordnet. Dem ersten Meister können sechs der Reliefs zugeordnet werden:
- Südöstliche Ecke: Himmelfahrt und Pfingsten[24],
- Nordöstliche Ecke: Kreuzabnahme und Auferstehung[25],
- Nordwestliche Ecke: Der zweifelnde Apostel Thomas und die Jünger von Emmaus.[26] Auf letzterem ist Christus als Pilger mit Schultertasche, Pilgerhut und Jakobsmuschel dargestellt.

Ein zweiter Meister schuf die Reliefs der
- Südwestecke: Mariä Verkündigung und die Wurzel Jesse.[27] Es wird dem 12. Jahrhundert zugeordnet.[28]

Auch wird aufgrund der stilistischen Unterschiede davon ausgegangen, dass die Reliefs über einen Zeitraum von mehreren Jahrzehnten nacheinander entstanden.
Kapitelle und Relieftafeln der Eckpfeiler beeindrucken durch ihre Vielfältigkeit und Ausdrucksstärke. Es sind Meisterwerke der romanischen Kunst. In der Region gibt es sonst nichts Vergleichbares. Nächste Verwandtschaft besteht zu den Arbeiten im Kreuzgang der Abtei Saint-Pierre in Moissac und zu Arbeiten an der Kathedrale von Chichester.

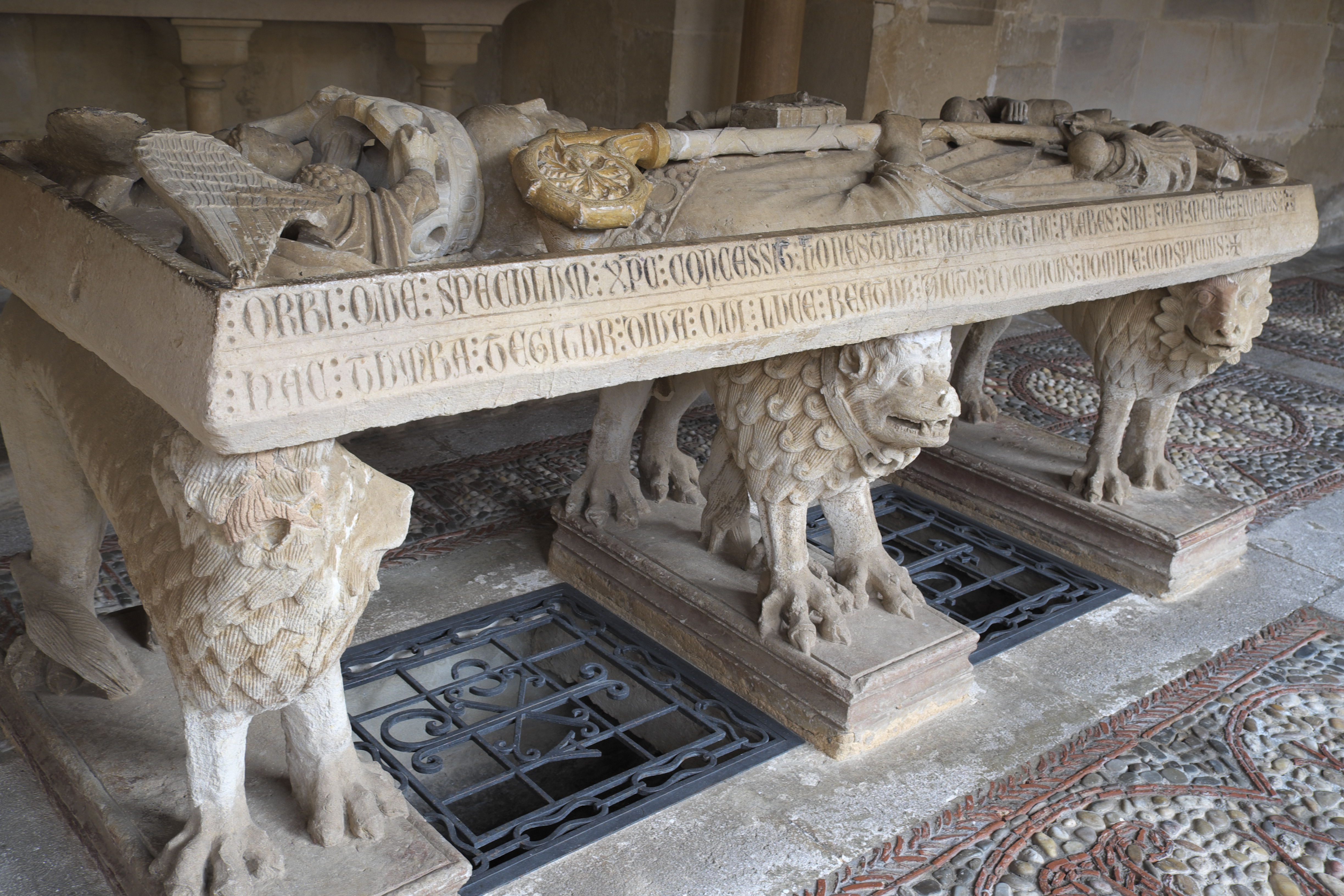
Kenotaph des Heiligen Domingo

Beachtenswert ist im Westflügel des Kreuzgangs das Kenotaph des Heiligengrabes, das von drei Löwen getragen wird. Hier befand sich die erste Begräbnisstätte des Heiligen Domingo de Silos. Da sich der Strom der Pilger nicht mit dem Leben in der Klausur vertrug, zu der der Kreuzgang gehört, wurde Domingo schon drei Jahre nach seinem Tod in die Kirche umgebettet, die erste Begräbnisstelle aber weiter verehrt. Die Grabplatte des Kenotaphs stammt vom Anfang des 13. Jahrhunderts. Weiter beachtenswert ist hier die Mudéjar-Kassettendecke, die reich mit fast 700 Figuren und Szenen aus dem Kastilien des 14. Jahrhunderts verziert ist. Sie entstand nach einem Brandschaden 1384. Geldmangel bewahrte den Kreuzgang im 17. Und 18. Jahrhundert vor dem Abriss und davor, durch einen Neubau ersetzt zu werden. Im Kreuzgang befinden sich weiter zwei beachtenswerte, vollplastische Figuren: die polychromen Darstellungen der Nuestra Señora de Marzo und eine Santa Ana con Santa María y El Niño Jesús (Anna Selbdritt).

### Denkmalschutz
Die Anlage ist seit dem 3. Juni 1931 ein Kulturdenkmal (Bien de Interés Cultural) nach spanischem Denkmalrecht. In der Liste des immobilen Kulturgutes ist sie unter der Nummer R.I. – 51-0000467 verzeichnet.

### Glocken
Die Glocken wurden nach den künstlerischen Vorgaben des Ordens gestaltet und am 16. April 1999 von der Glockengießerei Bachert im Werk Heilbronn gegossen.
| Gewicht kg   | 1889 | 1311 | 1137 | 766  | 482 | 331 |
| unterer ø mm | 1495 | 1286 | 1180 | 1045 | 891 | 777 |

### Weiter beachtenswert
Im Museum des Klosters wird ein Tympanon von einer der Türen der abgerissenen romanischen Kirche aufbewahrt.

## Bedeutung

### Bibliothek und Skriptorium

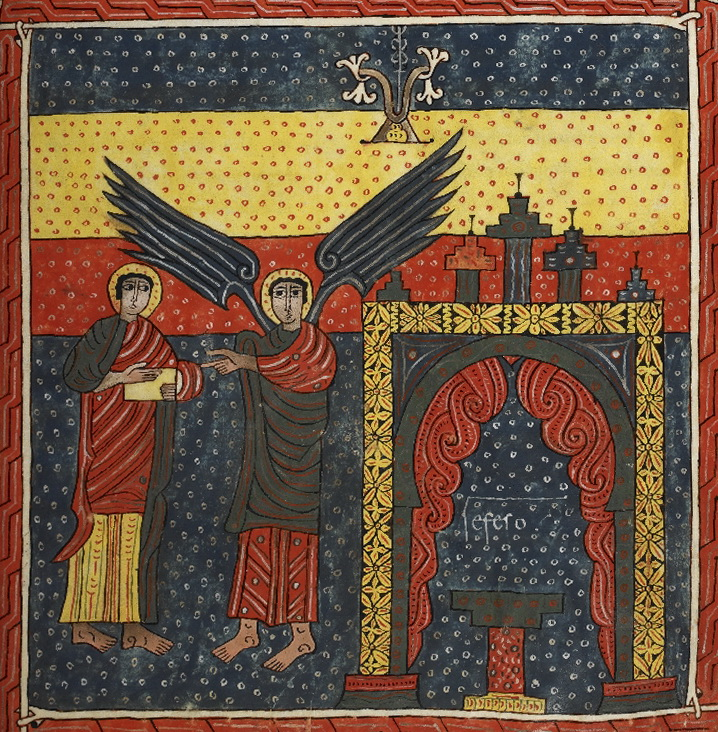
Die Kirche von Ephesos in der Beatus-Handschrift aus Silos

Die Abtei war ein bedeutendes Zentrum mittelalterlicher Gelehrsamkeit. Bibliothek und Skriptorium erlangten europaweiten Ruhm. Die Bibliothek umfasst heute etwa 160.000 Bände. Bedeutende Werke sind u. a.:
- die Beatus-Handschrift, die heute in der British Library in London[39] aufbewahrt wird[40];
- mehrere mittelalterliche Landkarten des Mittelmeerraumes;
- das Missale von Silos, das älteste erhaltene europäische Buch auf Papier (1151). Es wird bis heute in der Bibliothek des Klosters aufbewahrt.

Die Bibliothek ist nur für Forscher zugänglich.

### Gregorianischer Gesang
Internationale Bekanntheit erlangte das Kloster auch durch seine Pflege des Gregorianischen Chorals. Mehrere seit den 1960er Jahren produzierte Aufnahmen davon wurden veröffentlicht. Die CD Chant stand 1994 53 Wochen lang in der US-amerikanischen Hitparade Billboard Hot 100 – sehr zum Erstaunen von Musikexperten sowie der Mönche selbst, zumal es sich um Wiederveröffentlichungen älterer Aufnahmen von 1973 handelte. Das Album wurde dreimal mit Platin ausgezeichnet, was eine Auflage von mindestens drei Millionen Exemplaren bedeutet, und gilt als das bestverkaufte Gregorianik-Album der Geschichte. 1995 ließ die Plattenfirma das Nachfolgealbum Chant II folgen. In Europa wurden Aufnahmen der Choralschola unter dem Titel Canto Gregoriano als Doppel-CD veröffentlicht.

### Wissenswert
Die Apotheke des Klosters wurde 1705 gegründet. Sie verfügte über einen eigenen botanischen Garten, ein pharmazeutisches Labor und eine Fachbibliothek. Rund 400 Bände pharmazeutischer Veröffentlichungen, die zwischen dem 16. und 19. Jahrhundert erschienen, sind erhalten geblieben. Außerdem gibt es mehrere hundert Steingutgefäße, die als Behälter für Arzneimittel verwendet wurden.
Das Museum des Klosters enthält eine Sammlung von Kunstwerken, die mit dem Kloster zu tun haben, Malerei, Goldschmiedearbeiten, Skulpturen und Emaillearbeiten. Darunter befindet sich auch ein Kelch und eine Patene aus dem 11. Jahrhundert, die aus dem Besitz des Heiligen Domingo de Silos stammen sollen. Dabei trägt der Kelch eine entsprechende Inschrift. Die Patene aber wird erst auf die Zeit nach dem Tod des Heiligen datiert. Die Bestände des Museums sind nur noch ein Rest der ursprünglichen Ausstattung. So sind z. B. eine Reihe von Elfenbeinschnitzereien aus dem Kloster heute im Museum in Burgos zu sehen.